# Нор-Варагаванк

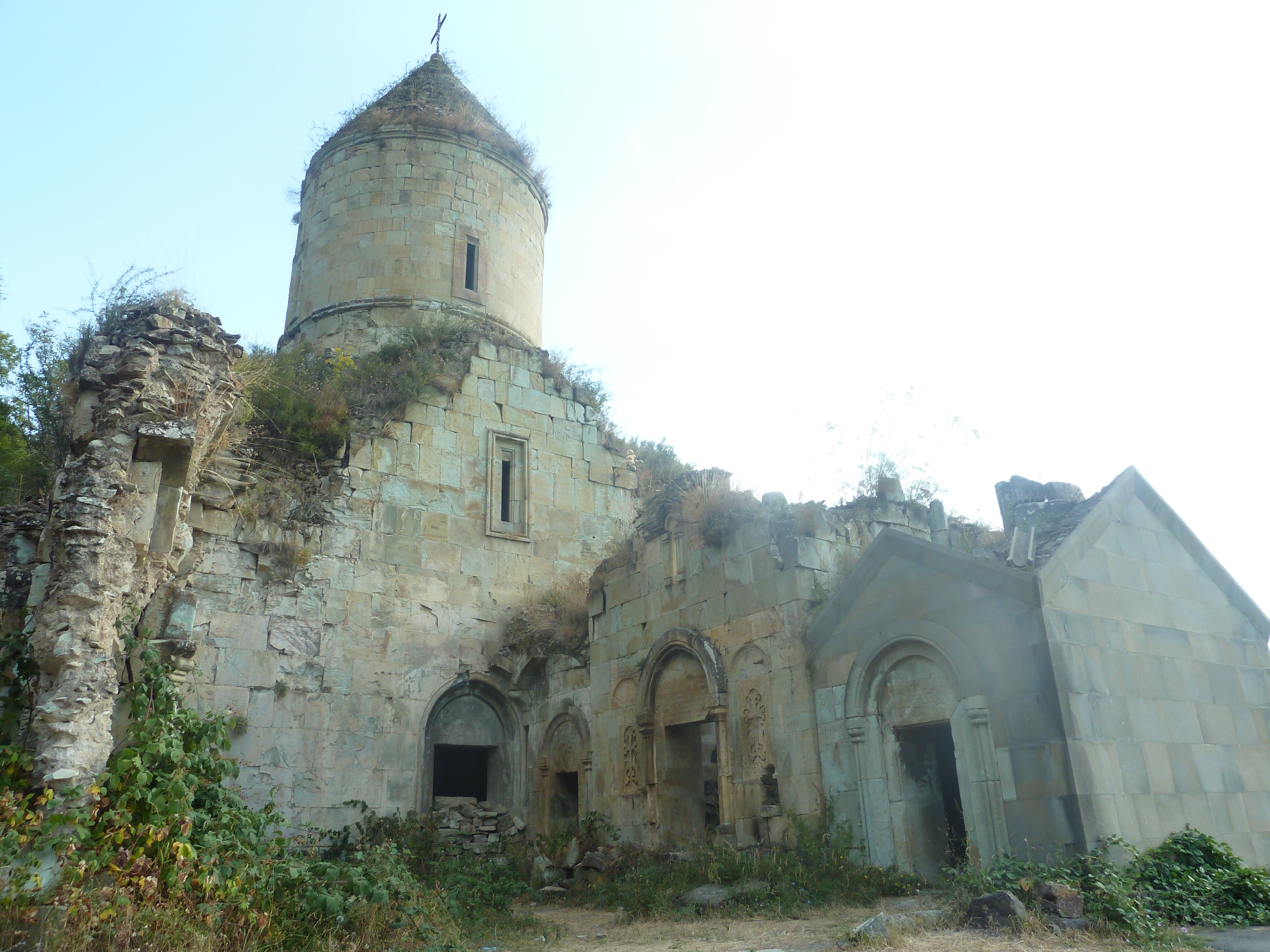

Нор Варагаванк (вірм. Նոր Վարագա, що означає «Нова Варага») — монастир поблизу села Варагаван Тавушського району Вірменії.

## Історія
Середньовічний монастирський комплекс Нова Варага знаходиться на лісистому схилі гори, на відстані 2 км на північний захід від найближчого села Варагаван. Засновником монастиря став князь Нор Берда — Давид. В першу чергу він побудував у 1193–1198 роках найстарішу церкву комплексу Анапат і родової мавзолей. У 1224–1237 рр. син князя Давида Васак II побудував церкву на честь Святої Богородиці. Згідно з написом на стіні монастиря, він мав водопровід, побудований Шараном в 1253 році .

## Архітектурний ансамбль

### Церква Анапат (1193–1198)
Церква Анапат (вірм. Անապատ եկեղեցի) побудована з жовтого гладкотесаного каменю, має рідкісний для вірменських храмів трьохапсидний тип (іншими відомими храмами подібного типу є церкви XIII століття монастиря Санаїн — Сурб Арутюн і Сурб Сіон). Особливої уваги заслуговує парадний вхід церкви, що складається з поцяцькованих дверей з двома висіченими хачкарами з боків. З півночі до церкви примикає склепистий мавзолей, з півдня — маленька однонефна каплиця, із заходу — притвор, південна стіна і дах якого не збереглися до наших днів.

### Церква Святої Богородиці (1224–1237)
Церква Святої Богородиці (вірм. Սուրբ Աստվածածին եկեղեցի — Сурб Аствацацин екехеці) була побудована в 1224–1237 роках сином засновника монастиря князем Давидом. Зовні церква має прямокутну форму, а зсередини вона хрестоподібна з чотирма двоповерховими приділами по кутках. Має вхід з заходу і з півдня. Західний вхід прикрашений темно-фіолетовими і світло-синіми каменями, що нагадують мозаїку, на яких висічені рослинні та зооморфічний орнаменти, що не повторюються між собою. Також із заходу до церкви примикає прямокутний притвор, який був побудований настоятелем монастиря Ованнесом Таєці в 1237–1261 роках. Купол церкви Сурб Аствацацин височить на циліндричному барабані. Вівтарна апсида висвітлюється двома вікнами.

### Кладовище
У 200 метрах на північ від монастиря знаходиться цвинтар і невелика каплиця.

## Назва
Спочатку обитель носила назву Анапат по першій церкви, побудованій на цьому місці в 1193–1198 роках. В 1237 році настоятель монастиря Варагаванк, що знаходиться в історичній провінції Васпуракан, Гукас, гнаний військом Джелал-ад-діна, взявши прославлене «Святе Знамено», переселився в цей монастир, який до цього часу був культурним центром Нор-Бердського князівства Кюрикідів. Після свого приходу Гукас через кілька років перейменував монастир Анапат в Нор Варагаванк, щоб буквально означає «монастир Нова Варага», на честь старої Варага, що залишилася в Васпуракані.

## Фотогалерея

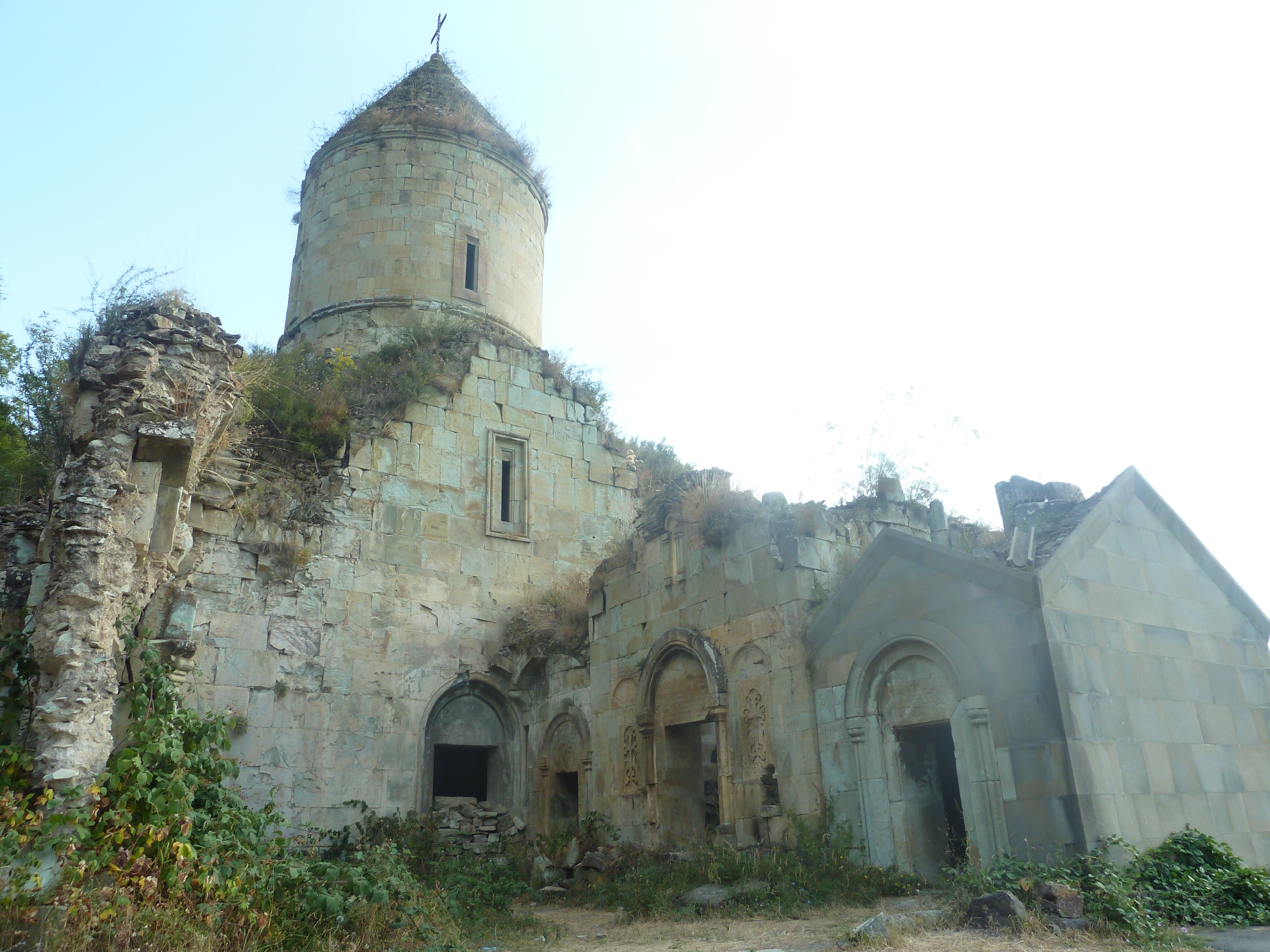
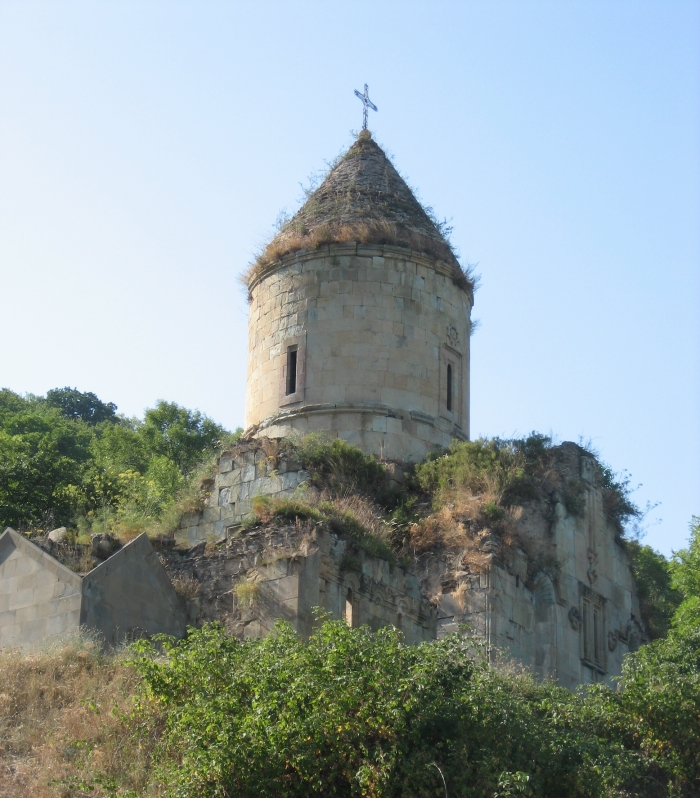
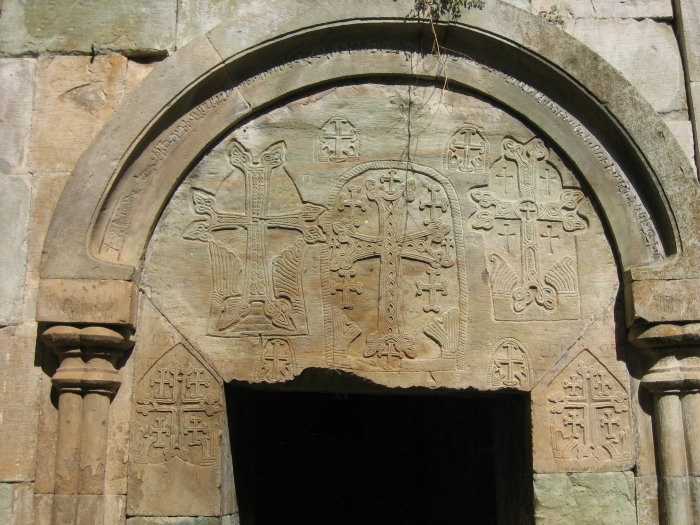
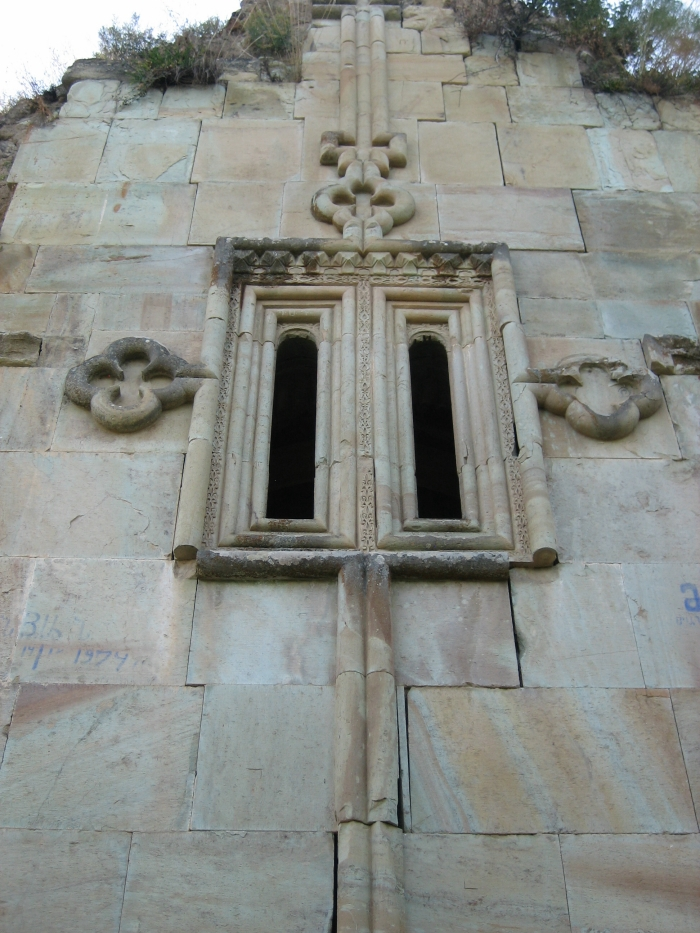
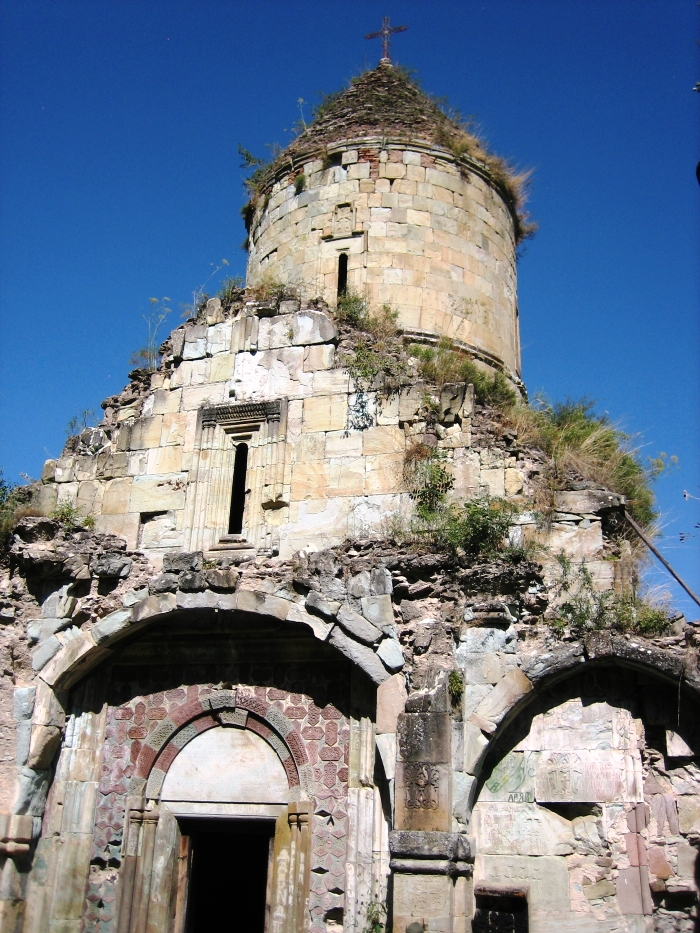
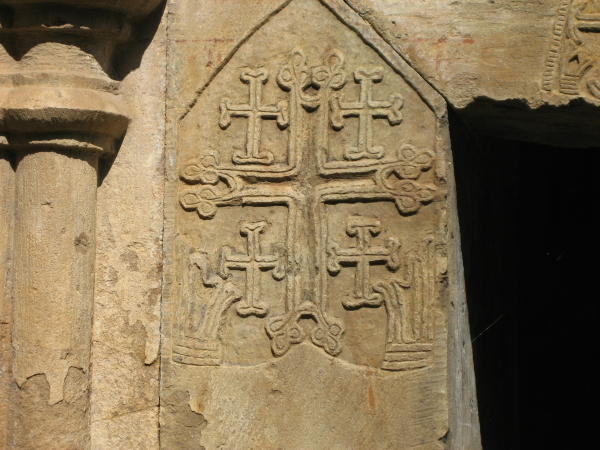

## Ресурси Інтернета
- findarmenia.com - Монастир Нор Варагаванк [Архівовано 24 вересня 2015 у Wayback Machine.] (рос.)
- stmarytoronto.com - Տօն Սուրբ Խաչի Վիրացումին (Խաչխերաց)[недоступне посилання з вересня 2019] (вірм.)
- lurer.net - ՆՈՐ ՎԱՐԱԳԱՎԱՆՔ [Архівовано 7 серпня 2011 у Wayback Machine.] (вірм.)
- armeniapedia.org / - Nor Varagavank Monastery [Архівовано 1 листопада 2011 у Wayback Machine.] (англ.)
- odyssei.com / - Nor Varagavank Monastery, Armenia [Архівовано 21 серпня 2008 у Wayback Machine.] (англ.)
- Покинута Вірменія: Нор Варагаванк